# Ratolí marsupial cuallarg
El ratolí marsupial cuallarg (Sminthopsis longicaudata) és una espècie australiana de Sminthopsis que, com el ratolí marsupial cuallarg petit, té una cua més llarga que el cos. També és un dels Sminthopsis més grans, amb una llargada del musell a la cua de 260-306 mm (80-96 mm del musell a l'anus i 180-210 mm de cua). Les potes posteriors mesuren 18 mm, les orelles 21 mm i l'animal en general pesa 15-20 grams.